# Shaka Massey
Shaka Shn'Tae Massey (Anderson, 5 maggio 1977) è un'ex cestista statunitense.

## Carriera
Centro, scelta al quarto giro del Draft WNBA 2000 con il numero 59 dalle Charlotte Sting, ha giocato in Serie A1 con Messina.